# Diecezja Lezha
Diecezja Lezha (łac.: Dioecesis Alexiensis) – katolicka diecezja albańska położona w północnej części kraju. Siedziba biskupa znajduje się w katedrze św. Mikołaja w Lezhy.

## Historia
Jest to najstarsza i najbardziej katolicka diecezja na terenie Albanii. Została założona w 592 r. przez jednego z biskupów włoskich Jana. Niedługo potem po najeździe Słowian została zlikwidowana. Ponownie została powołana do życia w XIV w.

## Biskupi
- biskup diecezjalny – bp Ottavio Vitale RCJ